# Shiver (canção de Coldplay)
"Shiver" é uma canção escrita e gravada pela banda inglesa de rock alternativo Coldplay. O produtor musical britânico Ken Nelson e a banda produziram a faixa para seu álbum de estreia Parachutes. O vocalista Chris Martin admitiu que "Shiver" foi escrita para uma mulher específica, o que fez a mídia gerar várias especulações. A canção contém influências atribuídas ao cantor e compositor americano Jeff Buckley, de quem as primeiras influências do Coldplay foram tiradas.
A canção foi lançada como o primeiro single do álbum no Reino Unido, e segundo nos Estados Unidos, após o single "Yellow". O single chegou a posição de número 35 na UK Singles Chart, e a opinião da crítica foi em geral positiva.

## Produção e composição
"Shiver" foi escrita dois anos antes do seu lançamento oficial. Assim, Martin escreveu a canção enquanto pensava na cantora e compositora australiana Natalie Imbruglia, a mulher com quem ele estava supostamente aclopado, porém negou. Alguns relatos afirmam, no entanto, que Imbruglia não era de fato a inspiração de Martin na escrita da canção. Ao contrário, ele parece ter sido inspirado pelas suas namoradas na adolescência e assim que entrou na idade dos 20's. Martin de fato escreveu a canção em um "mal" dia, quando ele sentiu que nunca iria encontrar a mulher certa para ele. Ele a descreveu como uma espécie de "canção seguidora", admitindo que ele escreveu para uma mulher específica. Além disso, Martin escreveu a música enquanto ouvia uma música de Buckley, e alegou que é sua "canção mais exploradora".
"Shiver" foi gravado na Rockfield Studios no País de Gales, Reino Unido, onde a banda estava reservado pela A&R pelo representante Dan Keeling para começar a trabalhar no primeiro álbum da banda, Parachutes. Keeling ficou decepcionado com as demos iniciais apresentado a ele, dizendo que, "não sentiu paixão, nem energia", que era um resultado resolvido com muita pressão. Keeling considerou os demos como "flexíveis" e pediu a banda para refazer tudo. Uma pequena parte da canção foi gravada no Parr Street Studios em Liverpool, Inglaterra, onde a banda se mudou depois do Natal, em 1999.
A canção foi produzida pelo Coldplay e pelo produtor musical britânico Ken Nelson. Como a maioria das canções do álbum, Nelson utilizou uma mesa analógica para a gravação de "Shiver". A guitarra foi re-feita para conseguir atingir um toque melhor, enquanto Martin sintonizou seu violão facilmente e gerou seqüências de acordes complexos. Os vocais de Martin foram gravados mais de uma vez, mas a banda optou por uma única gravação.
"Shiver" está no gênero de rock alternativo. Uma revisão afirma que indie rock também é evidente na canção do Coldplay. "Shiver" foi percebido como tendo influências de Buckley, na qual foi a primeira inflência que foi extraída para as canções da banda. Martin disse depois, que a canção era "somente fazer uma tentativa de fazer algo como Jeff Buckley".

## Lançamento e recepção
"Shiver" é uma das canções mais antigas da lista do Coldplay, que havia sido realizado em seus shows no início de 1999. Mais tarde, foi lançado inicialmente como um EP na Primavera de 2000. Foi lançada como primeiro single do álbum no Reino Unido em 6 de março de 2000, meses antes do lançamento do álbum. O single foi usado na B-play lists de algumas estações de rádio europeias proeminentes. Nos Estados Unidos, foi lançado como o segundo single, seguido de "Yellow (canção)". O site IGN postou um vídeo no Games Convention de 2008 em Leipzig, Alemanha, revelando que "Shiver" faria parte da lista de músicas do jogo de vídeo game Guitar Hero World Tour.
A recepção do single foi em geral positiva. Alcançou a posição de número 35 na UK Singles Chart. E também alcançou a posição de número 26 na Alternative Songs dos EUA. A canção continua sendo, até hoje, a favorita do púlico em performances ao vivo. A banda ganhou elogios da crítica. Adrian Denning, em sua resenha do álbum, escreveu: "'Shiver" tem um vocal que claramente é influenciado por Jeff Buckley, os vocais em alta são uma alegria ao longo de um rock de guitarra razoavelmente com uma faixa instrumental." Na revisão de David DeVoe da Hybridmagazine.com, escreveu que "'Shiver' é uma canção deliciosamente descontraída, um grande som de guitarra completa que eu venho apreciando desde que conheçi essa banda." Spencer Owen da Pitchfork Media escreveu que "É a única canção verdadeiramente digna de Parachutes, mas, simultaneamente, é a única que mostra descaradamente suas influências. De fato, a influência pode muito bem ser vista na canção: Jeff Buckley."
O videoclipe de "Shiver" foi dirigido pelo cineasta e diretor de fotografia inglês Grant Gee. Apresenta o Coldplay cantando a canção em um pequeno estúdio, O globo amarelo caracterizado na capa de Parachutes pode ser visto em cima de um amplificador durante o vídeo. O vídeo da música recebeu "forte divulgação" na MTV
"Shiver" está presente no primeiro álbum ao vivo de 2003 do Coldplay, Live 2003.

## Faixas
| CD  |                           |         |  |
| N.º | Título                    | Duração |  |
| 1.  | "Shiver"                  | 5:02    |  |
| 2.  | "For You"                 | 5:45    |  |
| 3.  | "Careful Where You Stand" | 4:47    |  |

## Desempenho nas paradas musicais
| País/Parada (2000-2001)                      | Posição |
| -------------------------------------------- | ------- |
| Estados Unidos (Billboard Alternative Songs) | 26      |
| Holanda (MegaCharts)                         | 100     |
| Reino Unido (The Official Charts Company)    | 35      |